# Ganggraf van Arnager

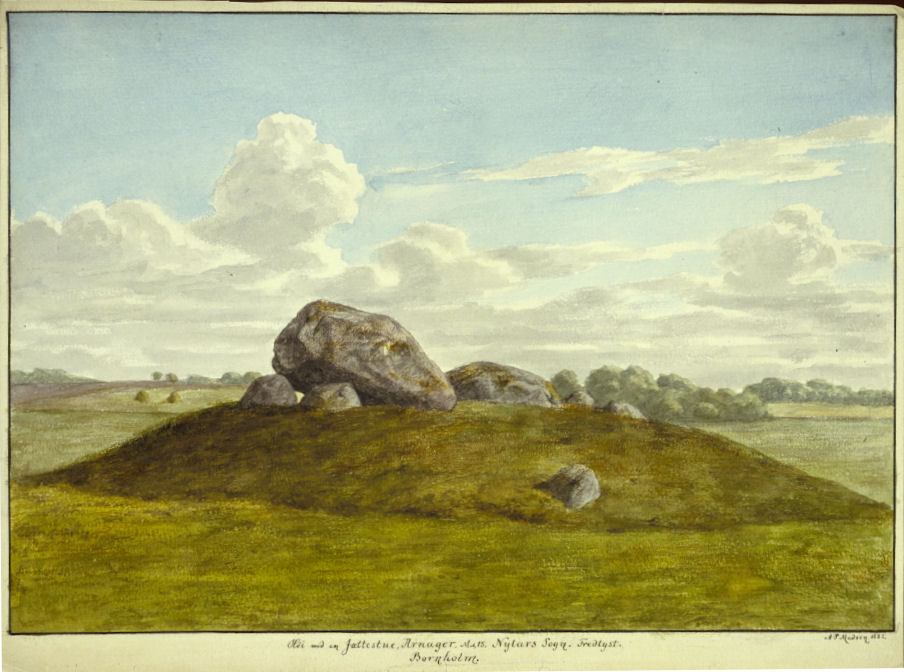
Ganggraf van Arnager (1885)

Het ganggraf van Arnager ligt ten zuidoosten van Rønne op het Deense eiland Bornholm.
Het megalithische graf stamt uit de jonge steentijd en werd ongeveer tussen 3500 en 2800 v.Chr. gebouwd. Het is een megalithisch bouwwerk uit de trechterbekercultuur. Het is een van de veertien ganggraven op het eiland, die grotendeels bewaard zijn gebleven. Het ganggraf bestaat uit een kamer en een bouwkundig gescheiden laterale gang. Deze vorm komt met name voor in Denemarken, Duitsland en Scandinavië, en af en toe ook in Frankrijk en Nederland. Neolithische monumenten zijn een uitdrukking van de cultuur en ideologie van neolithische gemeenschappen. Het bouwen en het gebruik ervan gelden als een kenmerk van sociale ontwikkeling.

## Beschrijving
De bijna vierkante kamer is voor een ganggraf erg kort, maar relatief breed (3,7m x 2,3m). De vroegere drie dekstenen (de middelste ontbreekt) liggen bovenop twaalf draagstenen. De bijna drie meter lange en 0,9 meter brede gang bestaat uit twee bewaarde draagsteenparen waarvan de dekstenen ontbreken. In de gang waren twee vergrendelingsconstructies aangebracht. Een drempelsteen bevindt zich in de toegang naar de kamer.
Men ging er aanvankelijk vanuit, dat de grote zichtbare stenen van het megalithische graf van Arnager de dekstenen van een ronde dolmen (Deens: runddysse) waren. Deze theorie werd ondersteund door het feit dat destijds op het eiland alleen dolmen van de trechterbekercultuur bekend waren en (deels) waren uitgegraven.

## Onderzoek
In 1933 beloofde Johannes Brønsted het Bornholm Museum om het ganggraf (Deens: Jættestue) te onderzoeken. In de loop van het jaar 1937 vestigde de latere rijksconservator en archeoloog Peter Vilhelm Glob zich op het eiland. Tijdens de opgraving in 1938 werden in de bovenste grondlagen onder andere scherven keramiek, dolken en scheibenkeulen gevonden. Men vond ook veldstenen, die in een eerder stadium in de kamer waren gegooid. Op de bodem van de megalietconstructie lag een 40 tot 50 cm diepe laag grond, die sinds de jonge steentijd onaangeroerd was gebleven. Deze laag bevatte veel grafgiften, waaronder twee volledig bewaard gebleven schalen, talrijke parels van barnsteen, vuursteenafslagen en fragmenten van vijftien menselijke schedels.
Het ganggraf werd in 1938 en 2008 gerestaureerd.

## In de buurt
Nabij Arnager ligt de Lundesten, het grootste ganggraf van Bornholm. In totaal zijn elf van de ooit veertien ganggraven op Bornholm bewaard gebleven. Tot de meest bezienswaardige worden de Bønnesten in Bodilsker, Jættedal en Vasagård in Åker, Sillehøj en Hallebrøndshøj bij Ibsker en Tornegård in Nylars gerekend.